# Parafia Narodzenia Matki Bożej w Chenega Bay
Parafia Narodzenia Matki Bożej – parafia prawosławna w Chenega Bay. Jedna z dziewięciu parafii tworzących dekanat Kenai diecezji Alaski Kościoła Prawosławnego w Ameryce.
Parafia została utworzona w 1984 w momencie ponownego założenia miejscowości Chenega, po zniszczeniu poprzedniej osady w czasie trzęsienia ziemi w 1964.  W tym samym roku powstała cerkiew parafialna, wzniesiona w tradycyjnym stylu rosyjskim.